# José António do Vale
José António do Vale, mais conhecido por Actor Vale (Lisboa, 4 de novembro de 1845 — Lisboa, 19 de fevereiro de 1912) foi um ator, encenador e empresário português do século XIX e início do século XX, um dos mais reputados da sua época.

## Biografia
José António do Vale nasceu em Lisboa, no número 35 da Rua do Benformoso, freguesia dos Anjos, a 4 de novembro de 1845, filho de Francisco António do Vale, natural de Viseu e de sua mulher, Maria Rosa de Melo, natural de Lisboa.

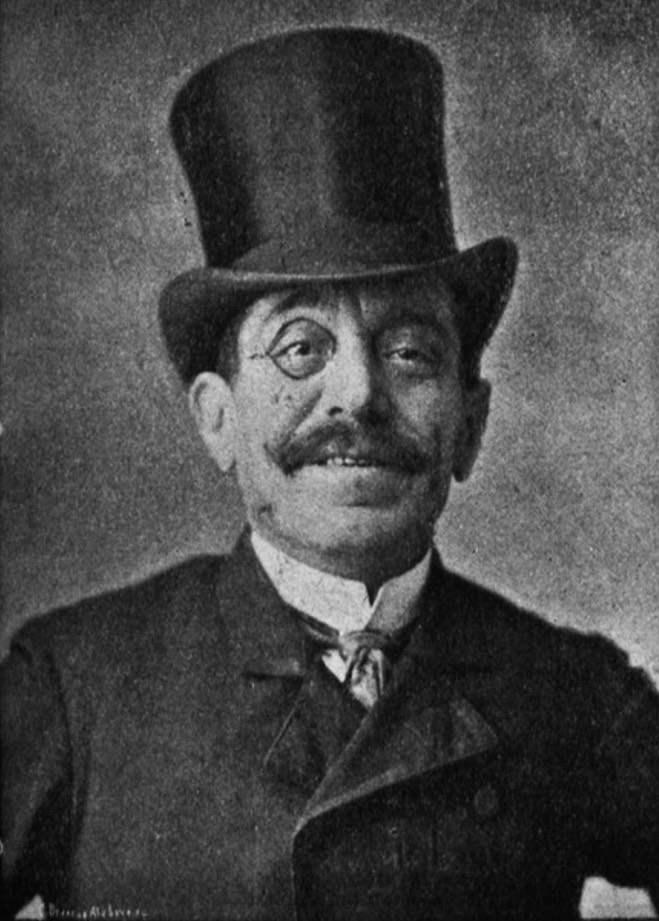
O Actor Vale no papel de "Conselheiro barão", no monólogo Os Chapéus de Luís de Araújo (Revista Branco e Negro, maio de 1896).

O primeiro papel que representa, com 16 anos, no Teatro da Rua dos Condes, é o de uma criança na peça Casamento em Miniatura. A estreia profissional aconteceu por volta de 1863, segundo uns no Teatro das Variedades na comédia de 1 ato de Parsini Um Pároco Virtuoso, segundo outros no Teatro Gymnasio na peça de 1 ato de Aristides Abranches Nem todo o mato é orégãos. Neste Teatro terá grandes mestres e protegidos, como o Actor Taborda, e conhecerá o amor da sua vida, a atriz Lucinda Simões, paixão contrariada pelo pai dela o que impulsionará Vale a desenvolver uma carreira notável no Brasil em 1870, como ator, encenador e empresário, durante cerca de 10 anos.
Regressa ao Gymnasio por treze anos e ficam famosas as suas atuações em Sua Excelência (1884), na farsa O Vale em Lisboa (1880), As Médicas, Mulheres Carraças e O Comissário de Polícia (todas em 1890), O Burro do Senhor Alcaide (1891), O Primeiro Marido da França (1893), todas escritas por Gervásio Lobato, sendo este considerado o período de ouro da comédia portuguesa. Passou depois ao Teatro da Rua dos Condes, às revistas de Schwalbach Lucci e a empresário, na Companhia da Comédia. Consta que, como ator ou empresário, passou também pelo Teatro D. Amélia e Teatro do Príncipe Real. Em 1907, Columbano Bordalo Pinheiro pinta um retrato seu a óleo, que hoje se encontra exposto no Museu Nacional de Arte Contemporânea do Chiado.
A sua última representação foi em O filho da Carolina, a 30 de abril de 1910. Falece em Lisboa, no 3.º andar esquerdo do número 47 da Rua Nova da Trindade, freguesia do Sacramento, ao Chiado, a 19 de fevereiro de 1912, vítima de cancro da língua. Nunca casou nem deixou descendência. O seu funeral, extremamente concorrido pelos seus amigos e admiradores, seguiu para o Alto de São João. A 9 de julho de 1920, é trasladado para o jazigo dos Artistas Dramáticos, no Cemitério dos Prazeres, em Lisboa, onde encontra o seu descanso final. Na edição de 26 de fevereiro de 1912, da revista Ilustração Portuguesa, a propósito da morte do ator, pode ler-se: "Depois de uma agitada existencia cheia de noites gloriosas, tendo contribuido para o grande desenvolvimento da cena moderna (...) José António do Vale, vitimado por um cancro na lingua, faleceu em 19 de fevereiro, sendo o seu funeral uma grande e saudosa manifestação dos seus amigos e admiradores."
O seu nome faz parte da toponímia de Almada (freguesia da Sobreda), Amadora (freguesia de São Brás) e de Lisboa (freguesia de São João, edital de 12 de março de 1932: Rua Actor Vale, ex-Rua 4 do Bairro dos Aliados). A 15 de novembro de 1997 a Escola Básica do 1.º Ciclo de Lisboa n.º142, na Penha de França, passa a denominar-se Escola Básica do 1.º Ciclo Actor Vale, prefazendo a sua última homenagem.